# Vincenzo Baccalà
(Vincenzo Baccalà alla moglie Pia, Odessa, 1937. da L'Unità: lettera di Pia Piccioni del 26 febbraio 1992.)
Vincenzo Baccalà (Lanciano, 21 marzo 1893 – Odessa, 29 novembre 1937) è stato un antifascista italiano. Emigrato in Unione Sovietica, nel periodo delle grandi purghe staliniane venne arrestato, condannato per attività controrivoluzionaria e fucilato. Ottenne la riabilitazione nel 1956.

## Biografia
Nato nel 1893 a Lanciano, comune abruzzese della provincia di Chieti, studente della facoltà di Ingegneria presso il Politecnico di Torino, Vincenzo Baccalà interrompe gli studi per partecipare alla prima guerra mondiale. Ferito, riceve una medaglia d'argento. Iscritto al Partito Socialista, nel 1921 aderisce al Partito Comunista d'Italia nato in quell'anno con la scissione di Livorno. Nel 1922 sposa Pia Piccioni, una ragazza marchigiana che lo seguirà nei suoi spostamenti all'estero e scriverà, anni dopo, una sofferta testimonianza sulle tragiche vicissitudini del marito (vedi citazione in Bibliografia).
Arrestato dalla polizia fascista nel 1925, Baccalà viene rilasciato l'anno seguente e fugge in Francia con la famiglia. Nel 1927, in contumacia, viene condannato a dodici anni di reclusione dal Tribunale speciale per la difesa dello Stato. Nel 1931, seguendo le direttive del partito, emigra in Unione Sovietica stabilendosi prima a Novorossijsk, poi a Odessa e infine a Mosca.
Nel 1933, per aver espresso critiche alla politica di Stalin, Baccalà viene espulso dal partito, costretto ad allontanarsi e ad abbandonare la famiglia. Nel 1937 è arrestato e accusato di attività controrivoluzionaria. Condannato a morte per trockismo da una commissione OSO, viene fucilato, nello stesso anno, a quarantaquattro anni. Nel 1956, dopo la denuncia dei crimini staliniani fatta da  Chruščёv al XX Congresso del PCUS, viene riabilitato.

### Vittime italiane dello stalinismo
- Gino De Marchi
- Otello Gaggi
- Emilio Guarnaschelli
- Edmondo Peluso